# Adansi South
Adansi South jest dystryktem w południowo-wschodniej części Regionu Aszanti w Ghanie, obejmuje obszar 899 km², około 24% jego powierzchni zajmują rezerwaty leśne. Stolicą dystryktu jest New Edubiase, miasto leżące 92km na południe od Kumasi, na głównej drodze Kumasi – Cape Coast.
Dystrykt został utworzony w wyniku reformy administracyjnej 17 lutego 2004 z części dystryktu Adansi East. Całkowita populacja jest szacowana na 98,437 ludzi według spisu z roku 2006.
Dystrykt posiada osiem rezerwatów leśnych, wodospady w Nyamkomasu, Tewobaabi i Adansi Kenya oraz łańcuchy górskie w północno-zachodniej części. Znajduje się tam również sanktuarium krokodyli i rezerwaty dzikiej przyrody. W New Edubiase i Bodwesango obchodzone jest corocznie  Święto Afahye, w którym udział biorą zarówno miejscowi jak i cudzoziemcy.
Główną gałęzią gospodarki poza turystyką jest przemysł wydobywczy.
Główne miasta: Akrofuom, Mensonso, Odumasi, Ampunyase, Apagya, Atobiase, Birim Aboe.